# Skurups kyrka

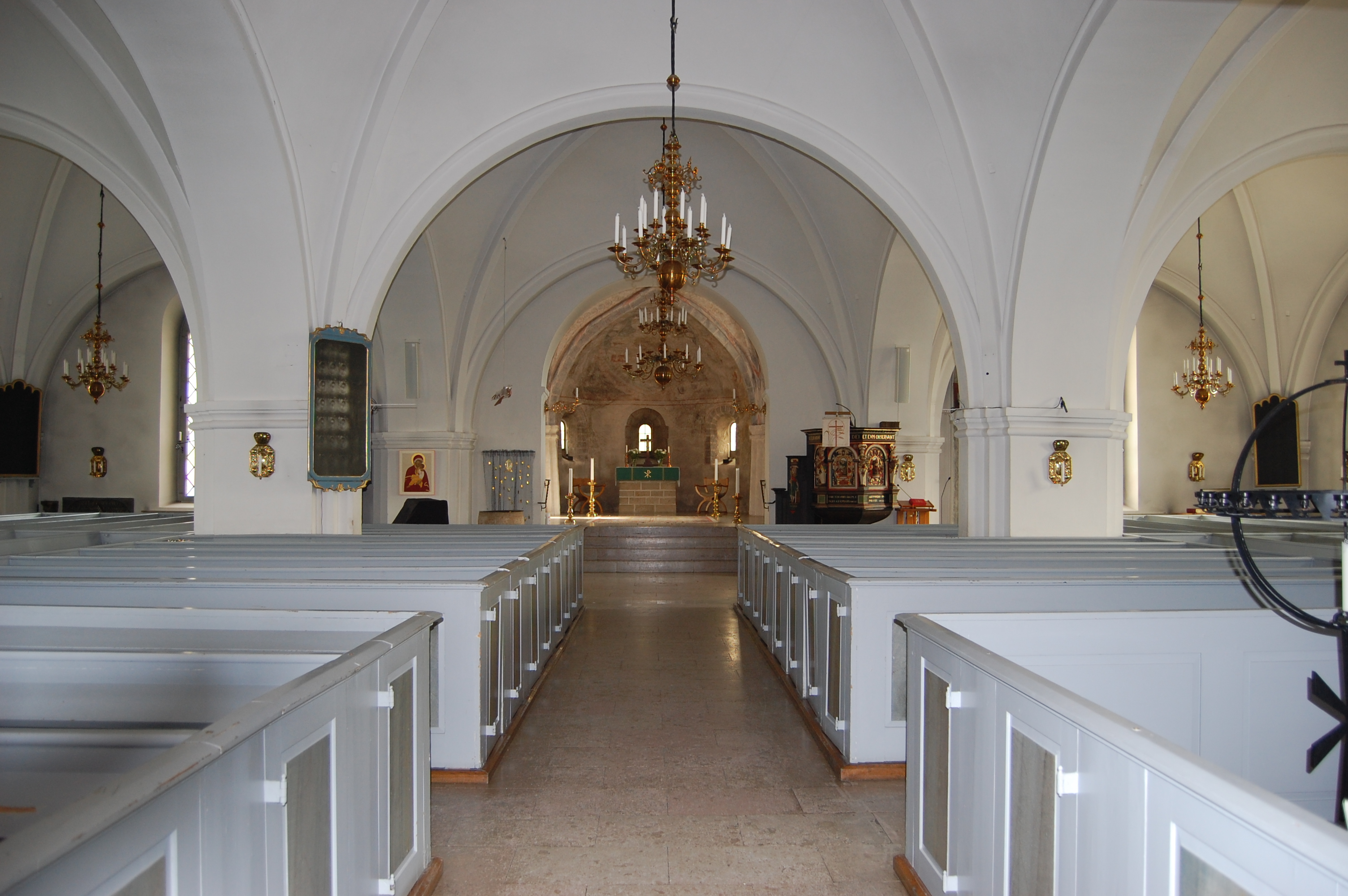
Skurups kyrkas kyrkosal

Skurups kyrka är en kyrkobyggnad i utkanten av Skurup, tillägnad jungfru Maria. Den tillhör Skurups församling i Lunds stift.
Kyrkan byggdes på 1100-talet av en okänd byggherre. Kyrkan byggdes med absid och kor, och uppfördes i romersk basilikeform (en slags hallbyggnad) med tjocka murar av gråsten och kalksten. På 1300-talet välvdes den. Vid mitten av 1500-talet gjordes en förlängning i väster. Tornet har trappgavel. 1856-1857 tillbyggdes korsarmarna under Carl Georg Brunius ledning. Det är endast koret, absiden och delar av långhuset som är kvar sedan 1100-talet. 

## Kryptan
I ett Kungligt brev utfärdat 1584 gav Fredrik II patronatsrätten till Gabriel Jacobsen Sparre på Svaneholms slott, hans förfäder anses vara de som bekostade och på egen grund lät bygga kryptan. Det var Sparre och hans hustru Elisabeth Trolle som lät bygga kryptan och det yttersta västra valvet under tornet. Sparre och Trolle begravdes i kryptan och här ligger även Rutger Macklean (1742-1816) 
Patronatsrätten innebar att denne fick en del av kyrkans inkomster och hade rätt att tillsätta präst och klockare mot att han underhöll kyrkan. Patronatsrätten försvann genom lag 1921. 1830 fanns det i kyrkan 6 korsvalv och över sakristian ett halvvalv.

## Vapenhuset
Det fanns ett vapenhus i tornets bottenvåning med inredda rum för olika ändamål och uppgång till läktaren. Vapenhuset delades i två delar av ett par svängdörrar och man kan se 4 av de 10 pelarna som bär upp orgelläktaren. Enligt olika uppgifter fanns vapenhuset på den södra sidan före Kjell Christoffer Bennets renoveringar av kyrkan 1817 som ändrade det till den västra.

## Målningar
I kor och absid finns kalkmålningar som ska ha utförts av Snårestadsgruppen. De visar bland annat scener ur Jesu liv. I valvet målades den segrande Kristus med evangelisterna och deras symboler. På tvärlisten hittar man apostlarnas namn och på den norra sidan hittar man helgon och martyrer. Man kan också i korsvalvet hitta Jesusbarnet i norr, Jungfru Maria i väst, Jesus när han bärs fram till templet och träffar Symeon i syd och i öst de tre vise männen. Dessa bilder överkalkades och övermålades på 1400-talet av en annan mästare.

## Predikstolen
Predikstolen gjordes 1605. Den skänktes av Christian Gyllenstierna på Stjärneholm. Under århundradena har den haft olika placeringar.  Den ska vara, liksom flera gravstenar och epitafier, en gåva från adeln i bygden.

## Korsarmarna
Kyrkan utvidgades under 1850-talet med 2 nya korsarmar. Mittenpartiet av kyrkan revs ner vilket innebar att 3 valv med målningar försvann. Sidorna byggdes i grovhuggen gråsten som drogs upp av oxar. Mittskeppet fick 6 kvadratiska valv. 

## Absid-Sakristia
I den halvmåneformade absiden har det tidigare funnits en sakristia (kyrkorum). Kyrkorummet inreddes bakom koret av Bennet 1817. Ingången som hade öppnats i absidens rundel murades igen 1951. 

## Koret
Vid renoveringen av kyrkan 1951–1952 fick koret en del av sitt ursprungliga utseende med små romanska fönster och spetälskegluggen (en slags glugg där de sjuka fick stå på ena sidan för att ta emot nattvarden) stängdes igen.

## Klockorna
Det finns tre klockor i kyrkan: storklockan, fredsklockan och böneklockan.
Stor- och fredsklockan göts i Köpenhamn och skänktes av Gabriel Sparre 1595. Böneklockan göts i Ystad 1955 och skänktes samma åt till kyrkan av Otto Håkansson. 

## Tornet
Tornet med sina trappstegsgavlar blev under 1850-talet förhöjt. Enligt en beskrivning från C.G Brunius kan det tidigare ha funnits ett fyrkantigt försvarstorn vid den västra delen som troligen revs under 1500-talet när tornet byggdes. Den yttre ingången till tornet har kvar originaltrappan från när det byggdes.

## Orgel
- 1862 byggde Johan Lambert Larsson, Ystad en orgel med 8 stämmor.
- Den nuvarande orgeln byggdes 1906 av Eskil Lundén, Göteborg och är pneumatisk. Orgeln renoverades 1983 av Anders Persson Orgelbyggeri, Viken.

| Huvudverk I         | Svällverk II        | Pedal          | Koppel |
| Borduna 16´         | Violin Principal 8´ | Subbas 16´     | I/P    |
| Principal 8´        | Rörflöjt 8'         | Violoncello 8' | II/P   |
| Flûte harmonique 8' | Salicional 8'       | Basun 16'      | II/I   |
| Gamba 8'            | Violin 4'           |                |        |
| Octava 4'           | Crescendosvällare   |                |        |
| Octava 2'           |                     |                |        |
| Octava 1'           |                     |                |        |
| Trumpet 8'          |                     |                |        |